# There’s Your Trouble
«There’s Your Trouble» — песня американской кантри-группы Dixie Chicks, вышедшая 14 апреля 1998 года в качестве 2-го сингла с их четвёртого студийного альбома Wide Open Spaces (1998). Песню написали Марк Селби (Mark Selby) и Тиа Силлерс (Tia Sillers), продюсером были Блейк Ченси и Пол Уорли. Сингл достиг первого места в кантри-чарте Hot Country Songs (став для Dixie Chicks их 1-м чарттоппером, за которым последуют с текущего альбома ещё и «Wide Open Spaces» и «You Were Mine»).
10 февраля 1999 года песня была номинирована на музыкальную премию Грэмми и победила в категории Лучшее выступление кантри-группы с вокалом (где Dixie Chicks 5-кратные победители: в 1999 за «There’s Your Trouble», в 2000 за «Ready to Run», в 2003 за «Long Time Gone», в 2005 за «Top of the World» и в 2007 за «Not Ready to Make Nice»).

## Чарты
| Чарт (1998)                       | Высшая позиция |
| --------------------------------- | -------------- |
| Канада (RPM Country Tracks)       | 3              |
| UK Singles Chart                  | 26             |
| США (Billboard Hot 100)           | 36             |
| США (Billboard Hot Country Songs) | 1              |

## Итоговые годовые чарты
| Чарт (1998)                  | Позиция |
| ---------------------------- | ------- |
| Canada Country Tracks (RPM)  | 6       |
| US Country Songs (Billboard) | 5       |